# Fra surrealisme til samba
Fra surrealisme til samba er en dansk dokumentarfilm med ukendt instruktør.

## Handling
Kulturen skifter ansigt og form gennem århundredet. Fra det abstrakte over Storm P. til store arkitekter og porno.
1. Tid til reklamer

2. Surrealismen chokerer Danmark

3. Boligdrøm til moderne mennesker

4. Københavns vilde natteliv

5. National bølge skyller frem

6. Storm P. - sin egen kunstart

7. Dansk design skaber møbelkunst

8. Rindals kamp mod kulturen

9. Havfruemord og andre happenings

10. Pornoen slipper løs

11. Solvognens julemænd

12. Jørn Utzons australske mesterværk

13. Dansk samba i pinsesolen